# Cassagnes (Lot)
Cassagnes – miejscowość i gmina we Francji, w regionie Oksytania, w departamencie Lot.
Według danych na rok 1990 gminę zamieszkiwały 212 osoby, a gęstość zaludnienia wynosiła 18 osób/km² (wśród 3020 gmin regionu Midi-Pireneje Cassagnes plasuje się na 851. miejscu pod względem liczby ludności, natomiast pod względem powierzchni na miejscu 967.).